# Каппа-механизм
Каппа-механизм — механизм, ответственный за изменение светимости многих типов пульсирующих переменных звёзд. Термин «клапан Эддингтона» также употреблялся для наименования механизма, но постепенно от этого термина отказываются.
Греческая буква каппа (κ) здесь используется для обозначения непрозрачности для излучения на определённой глубине в атмосфере звезды. В обычной звезде увеличение сжатия в атмосфере приводит к увеличению температуры и плотности, что снижает непрозрачность атмосферы и позволяет энергии быстрее покидать звезду. В результате сохраняется состояние равновесия, при котором температура и давление сохраняются в балансе. Тем не менее, в тех случаях, когда непрозрачность растёт с температурой, атмосфера становится неустойчивой по отношению к пульсациям. Если слой звёздной атмосферы движется внутрь, то он становится плотнее и непрозрачней, что препятствует выходу потока энергии за пределы слоя. Наоборот, нагрев приводит к увеличению давления, которое сдвигает слой обратно. В результате получается циклический процесс, при котором слой многократно сдвигается по радиусу внутрь и затем отодвигается в обратную сторону.
Неадиабатические пульсации в звёздах, возникающие вследствие каппа-механизма, происходят в областях, где водород и гелий частично ионизованы, или в тех областях, где есть отрицательные ионы водорода. Примером такой области является область в звёздах типа RR Лиры, в которой происходит частичная вторичная ионизация гелия. Ионизация водорода является наиболее вероятной причиной пульсационной активности мирид, roAp-звёзд и пульсирующих белых карликов. В переменных типа β Цефея пульсации происходят на глубине, при которой температура достигает величины около 200000 K при наличии железа. Повышение непрозрачности железа на такой глубине носит название «Z bump», где Z обозначает астрономическое понятие металлов, то есть элементов тяжелее водорода и гелия.